# 안동문화예술의전당
안동문화예술의전당은 경상북도 안동시 축제장길 66(안흥동)에 있는 예술회관이다.

## 개요
2010년 9월 17일 개관했다. 대극장(1,000석), 소극장(262석), 전시장(1250m2), 국제회의장, 볼링경기장, 실내체육관 등의 시설을 갖추고 있다. 지역 주민들을 위한 공연·전시 등 다양한 문화행사와 문화예술교육 시설로 이용된다.